# Tüttendorf
Tüttendorf (dänisch: Tyttentorp) ist eine Gemeinde im Kreis Rendsburg-Eckernförde in Schleswig-Holstein.

## Geografie

### Geografische Lage
Das Gemeindegebiet von Tüttendorf erstreckt sich im Bereich der naturräumlichen Haupteinheit Schwansen, Dänischer Wohld (und Amt Hütten) (Nr. 701) auf der letztgenannten Halbinsel zwischen der Eckernförder Bucht im Norden und der Kieler Förde im Süden.

### Gemeindegliederung
Neben der namenstiftenden Dorflage Tüttendorf befinden sich auch die Dörfer Blickstedt und Eckholz, die Häusergruppen Heidholm, Mischenmoor, Warleberger Mühle und Wehrdamm, die Haussiedlung Teepott, das Gut Wulfshagen und Wulfshagenerhütten, ein Restgut und Siedlung, die Hofsiedlungen Holand, Kattendiek, Kronshörn, Langenkamp und Mannhagen als weitere Wohnplätze im Gemeindegebiet.

### Nachbargemeinden
Unmittelbar angrenzende Gemeindegebiete zu Tüttendorf sind:
| Lindau   | Gettorf                                     |      |
|          | Kompassrose, die auf Nachbargemeinden zeigt | Felm |
| Schinkel | Neuwittenbek                                |      |

## Politik

### Gemeindevertretung
Bei der Kommunalwahl am 14. Mai 2023 wurden insgesamt elf Sitze vergeben. Die CDU erhielt fünf Sitze, die Wahlgemeinschaft der Gemeinde Tüttendorf vier Sitze und die SPD zwei Sitze.

### Wappen
Blasonierung: „Von Grün und Silber im Bogenschnitt zum Schildhaupt gesenkt geteilt. Oben ein goldenes Bauernhaus, rechts und links oben von je einem nach innen gestellten silbernen Eichenblatt begleitet, unten flammende Holzkohle aus acht schwarz-silbernen Scheiten und fünf goldenen Flammen mit rotem Bord.“

## Kultur und Sehenswürdigkeiten
Denkmalliste
In Wulfshagen befindet sich das Gut Wulfshagen der Grafen zu Reventlow, ein Bistro sowie ein Café. Das Gutshaus wurde 1699 von Freiherr Andreas Pauli von Liliencron im Stil des niederländischen Barock erbaut, 1787 von der Familie von Qualen erworben und 1903 an die Grafen Reventlow vererbt.
Bis 2011 gab es im Ortsteil Blickstedt ein Radiomuseum, das  nach Holzdorf verlegt wurde.
Am Warlebergring, der an der Straße Richtung Neuwittenbek liegt, werden Modellautorennen ausgetragen.

## Verkehr
Die Gemeinde liegt an der Bundesstraße 76  von Kiel nach Eckernförde.

## Bilder

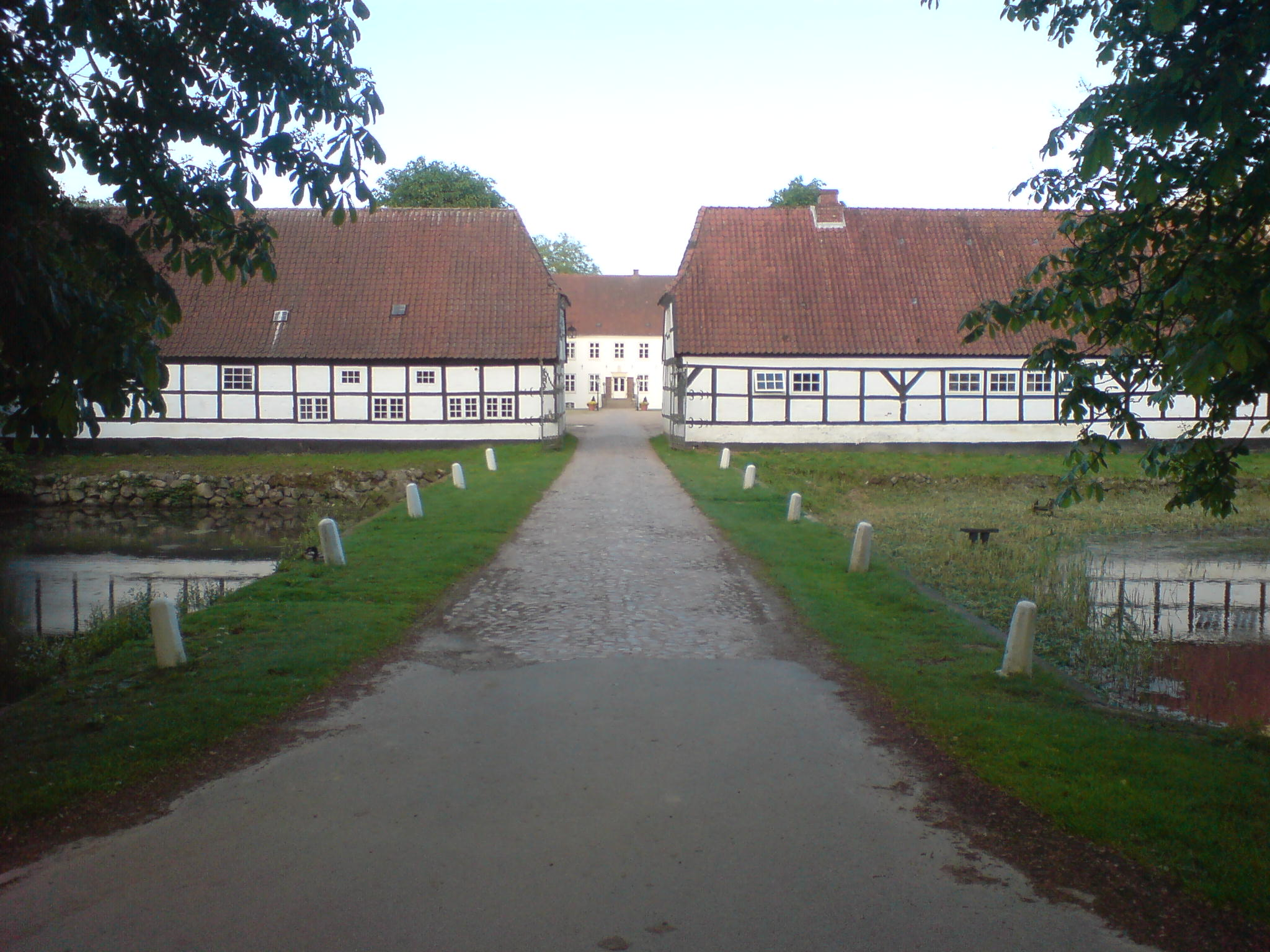
Gut Wulfshagen
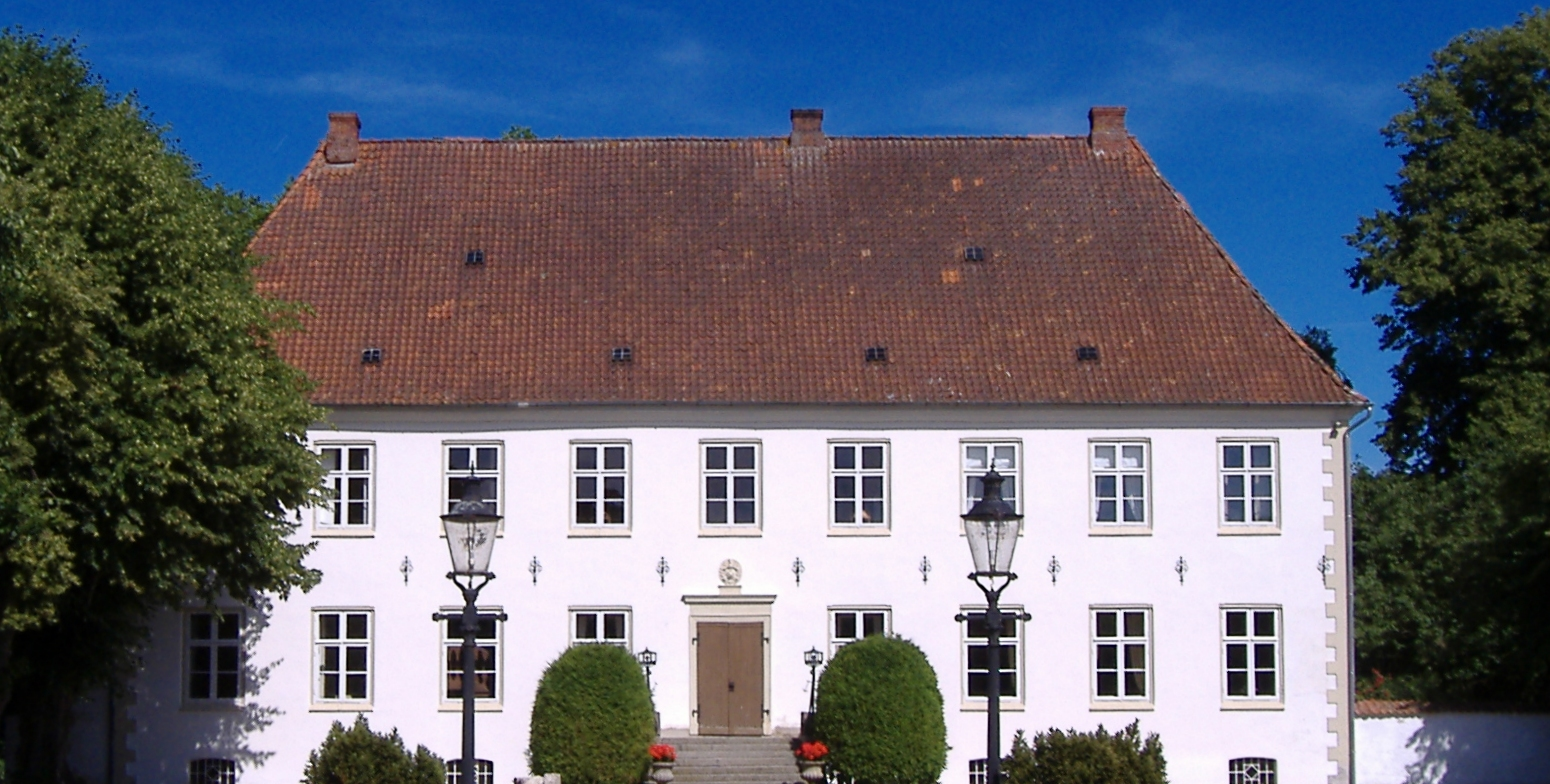
Das Gutshaus Wulfshagen
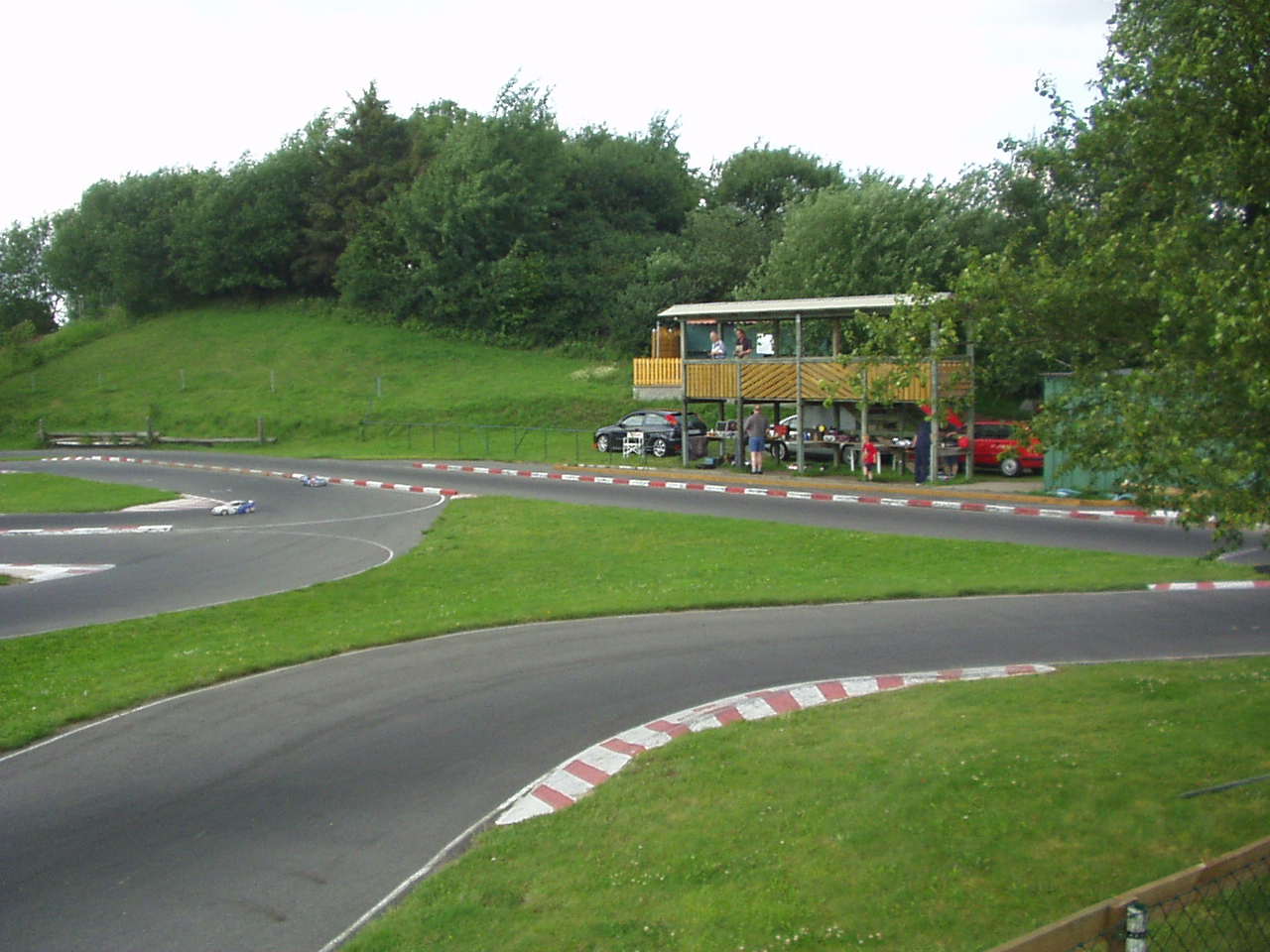
Rennstrecke Warlebergring

## Persönlichkeiten
- Jürgen Kropp (* 1955), Autor und Dramaturg; lebt im Ortsteil Blickstedt.

## Besondere Ereignisse
Im Jahre 2004 kam es zum Brand einer Windkraftanlage, der durch einen Blitzschlag verursacht worden war, und der aufgrund der Höhe des Brandherds und der herunterfallenden brennenden Teile nur schwer zu löschen war. Im folgenden Jahr kam es erneut zu einem Brand einer Windkraftanlage.